# 1000 a tudományban
Az 1000. év a tudományban és a technikában.

## Születések
- Abú Naszr matematikus, a szinusztétel felfedezője

## Halálozások
- Ibn Szahl matematikus és optikai mérnök (* 940)